# Diocèse d'Aalborg
Le diocèse d'Aalborg est l'un des diocèses de l'Église luthérienne du Danemark. Son siège épiscopal se situe à la cathédrale d'Aalborg d'Aalborg.
Son territoire couvre l'ensemble du Jutland du Nord.